# Ягужинские
Ягужинские (пол. Jagużyński) — русский дворянский род.
Угасший русский графский род. 

## Происхождение и история рода
Род ведёт своё начало от литвина, бывшего органиста лютеранской церкви в Москве, и с 1713 года майора, Ивана Ягужинского.
Второму сыну последнего, Павлу Ивановичу Ягужинскому, с нисходящим его потомством, пожаловано было Высочайшим указом от 19 (30) января 1731 года графское Российской империи достоинство. Его сын генерал-поручик граф Сергей Павлович Ягужинский (1731—1806) разорился и умер, не оставив мужского потомства.
Делопроизводство по составлению графского диплома велось в Коллегии иностранных дел в 1735 году и было прекращено в связи со смертью графа Павла Ивановича Ягужинского 17 апреля 1736 года.

## Известные представители
| №                              | Имя, Отчество      | № отца | Примечания |
| ------------------------------ | ------------------ | ------ | --- |
| 1                              | Иван Ягужинский    |        | Родоначальник |
| 2                              | № Иванович         | 1      | Полковник, умер (1722), женат на фон-Остен |
| 3                              | Павел Иванович     | 1      | Пожалован графским достоинством (19 января 1731) |
| 4                              | № Павлович         | 3      | Умер в детстве |
|                                | Наталья Павловна   | 3      | Жена генерал-поручика графа Фёдора Ивановича Головина, умерла († 1786). |
|                                | Екатерина Павловна | 3      | Жена генерал-аншефа Василия Абрамовича Лопухина, умерла († 1738) |
|                                | Прасковья Павловна | 3      | Жена действительного тайного советника, князя Сергея Васильевича Гагарина, умерла († 1775) |
| 5                              | Сергей Павлович    | 3      | Граф, генерал-поручик. |
|                                | Мария Павловна     | 3      | Жена генерал-аншефа графа Андрея Михайловича Ефимовским, умерла († 1755). |
|                                | Анна Павловна      | 3      | Жена генерал-лейтенанта, графа Петра Фёдоровича Апраксина (с 06 февраля 1754), свадьба происходила при дворе, умерла († 1801). Муж увёз фрейлину графиню Елизавету Кирилловну Разумовскую (1755) и женился на ней при жизни 1-й своей жены. |
| Род графов Ягужинских пресёкся |                    |        | |

## Отражение в искусстве
- Телефильм Гардемарины, вперёд — Татьяна Лютаева в роли Анастасии Ягужинской.